# Puymiclan
Puymiclan é uma comuna francesa na região administrativa da Nova Aquitânia, no departamento Lot-et-Garonne. Estende-se por uma área de 25,68 km². Em 2010 a comuna tinha 681 habitantes (densidade: 26,5 hab./km²).

## Monumentos

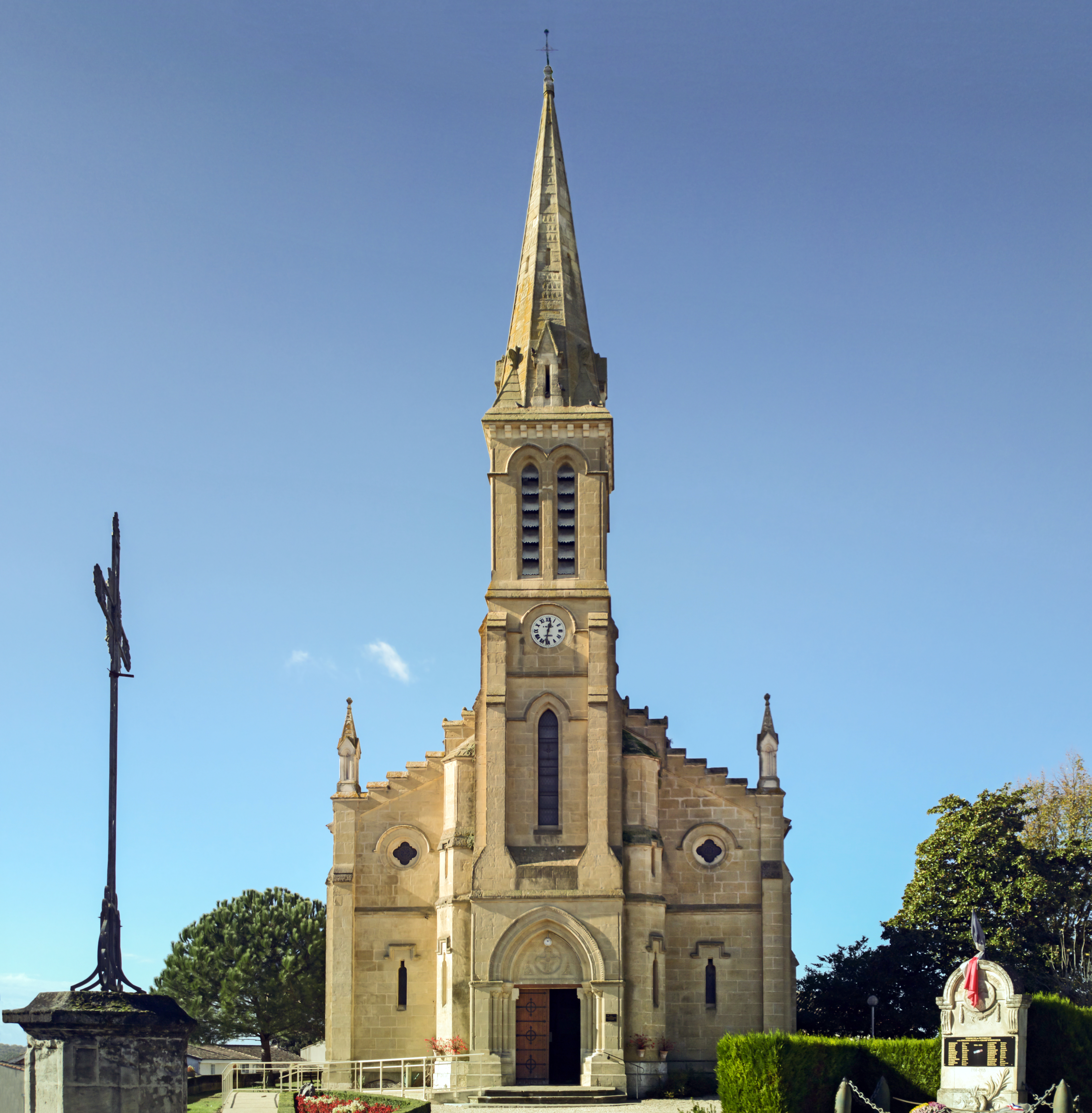
Igreja Notre-Dame-des-Pins
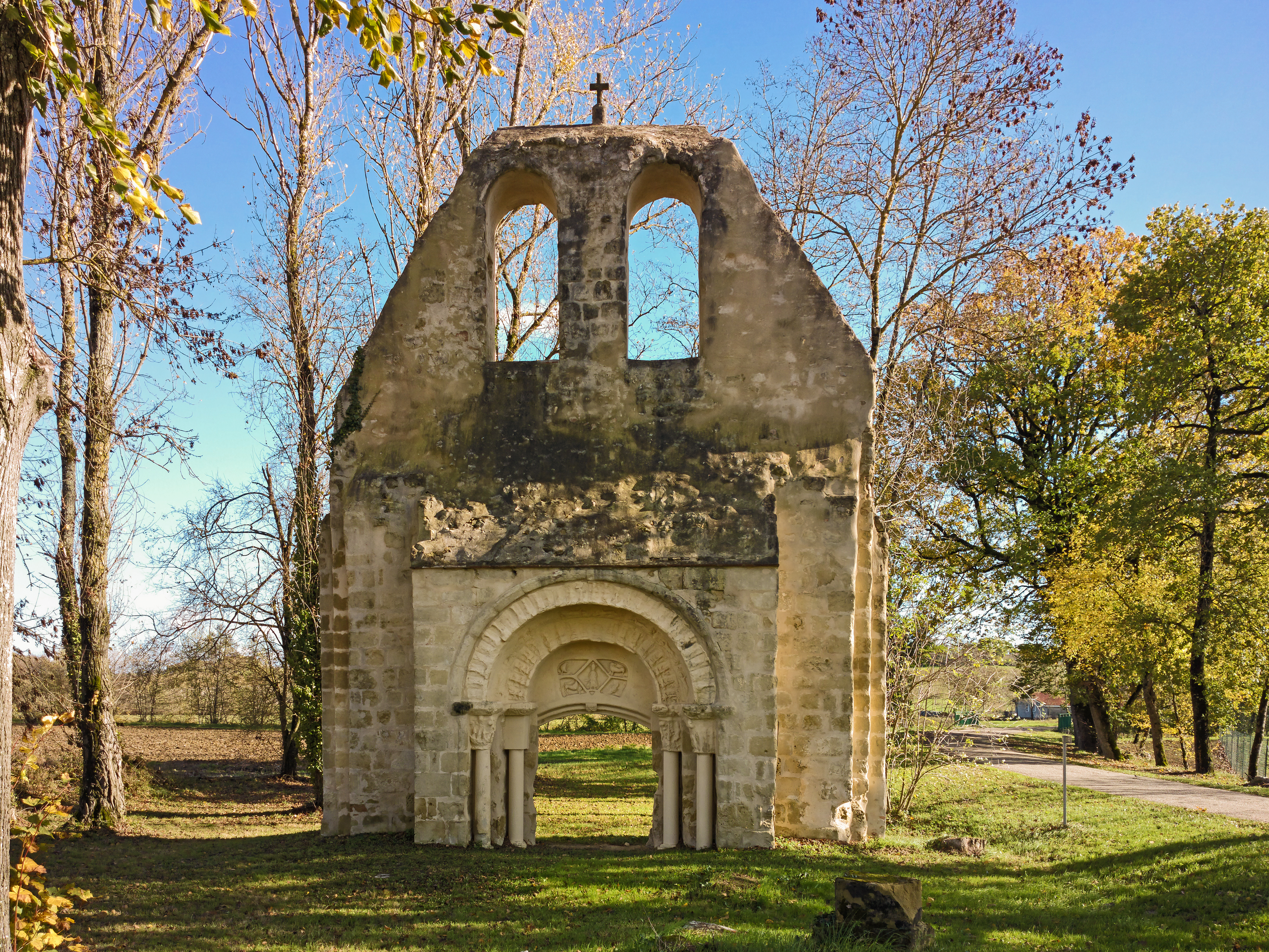
Igreja Saint-Pierre-de-Londres
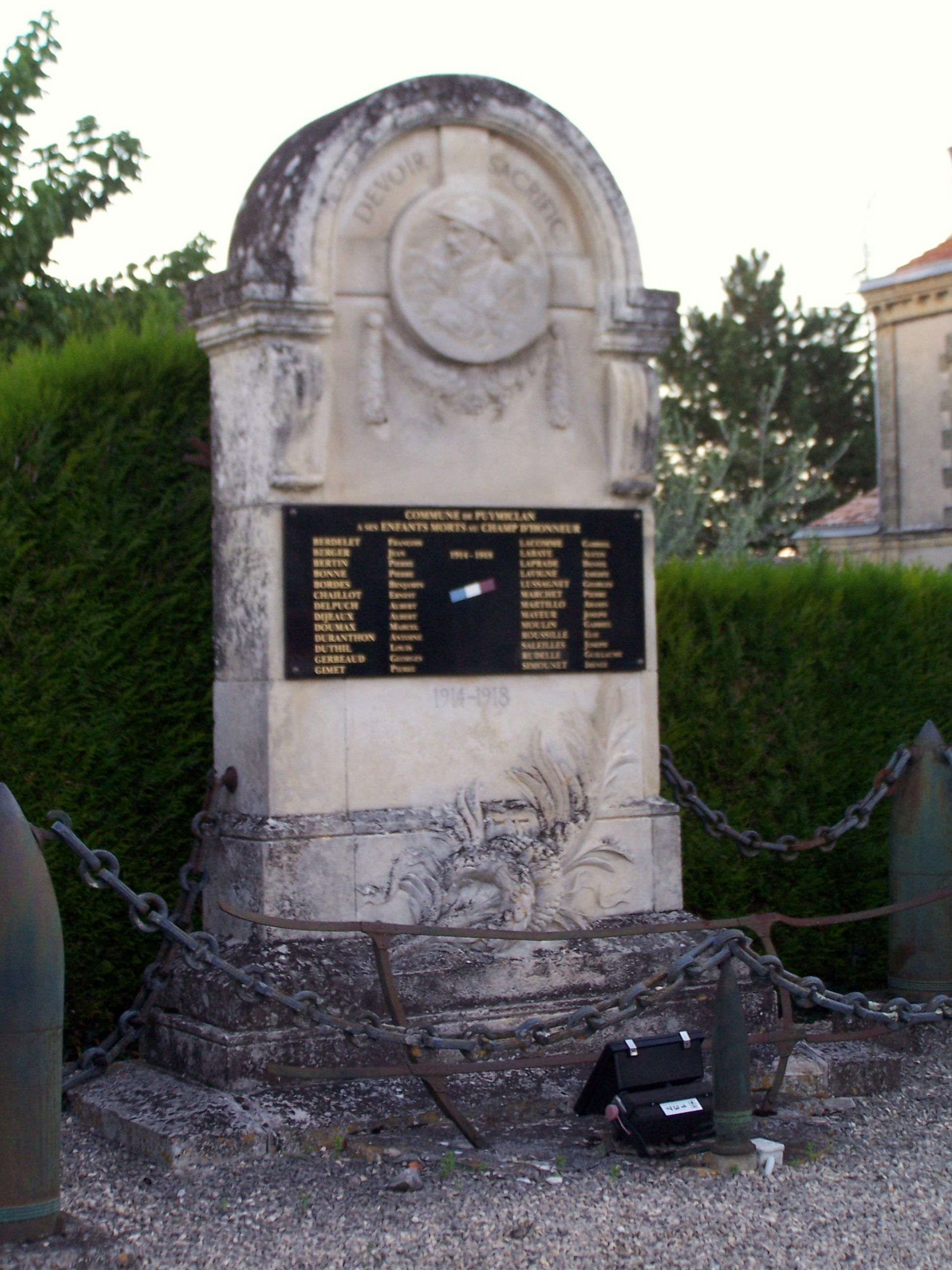
Memorial de guerra.